# Jean-René Billaudel
Jean-René Billaudel  est un architecte, expert-juré né à Versailles le 9 février 1733, mort à Paris en 1786.

## Biographie
Jean-René Billaudel est le fils de Charles-Jacques Billaudel, intendant ordonnateur général de Bâtiments du roi, grand gruyer maître des Eaux et Forêts du duché de Mazarin.
Il remporte, en 1754, le 2e prix de l'Académie royale d'architecture. 
Il est nommé, le 27 octobre 1762, « intendant et ordonnateur alternatif des bâtiments du château du Louvre, de l'hôtel de Bourbon, du palais des Tuileries, de la pompe du Pont-Neuf, du collège royal de l'Université de Paris et des châteaux de Vincennes, Madrid, Saint-Germain-en-Laye, Fontainebleau, Château- Thierry ; des sépultures royales de Saint-Denis et autres lieux ». 
Il est contrôleur du château de Bellevue en 1770.
Il est admis à l'Académie royale d'architecture le 31 janvier 1774. 
Jean-René Billaudel a achevé sa charge avec Louis XV et n'a pas eu les faveurs de Louis XVI. En effet, le 1er septembre 1776, le roi Louis XVI signe une Déclaration portant suppression d'offices et commissions dans l'administration des Bâtiments du roi. Sa charge de contrôleur du château de Bellevue est supprimée mais il obtient un certificat de jouissance d'une maison près du Louvre.
Il est anobli en 1777 et nommé chevalier de l'ordre de Saint-Michel en 1777.
Le comte d'Angiviller écrit dans une lettre à Richard Mique lue le 19 janvier 1784 devant l'Académie d'architecture que du fait de sa maladie, le roi a accordé à Jean-René Billaudel la vétérance.

### Famille
Il épouse Marie Catherine Boileau. De leur union, naissent au moins deux enfants:
- Jacques Nicolas Louis Billaudel (1762-1821), garde du corps de Louis XVI pendant un an, puis maître de poste à Lonny à partir de 1783, maire de cette commune;
- Julie Jeanne Billaudel épouse en 1782 son cousin, Louis Billaudel, futur procureur au parlement (1785), électeur de la section du Roi-de-Sicile à Paris (1790-1791)[9], sous-préfet de Rocroi de 1800 à 1814, mort à Sedan en 1835[10]; de leur mariage naît en 1784 à Briis-sous-Forges Louis René Billaudel qui fait carrière dans l'armée et est fait chevalier de la légion d'honneur en 1812[11].